# Intelligence Community

Logo Wspólnoty Wywiadu

Intelligence Community, IC (Wspólnota Wywiadów) – federacja 18 rządowych agencji wywiadowczych w Stanach Zjednoczonych, utworzona rozkazem nr 12333 prezydenta Ronalda Reagana, który wszedł w życie 4 grudnia 1981.

## Historia
Do utworzenia Intelligence Community (IC) już istniały różne agencje wywiadu należące do różnych departamentów. Tworzyły się one postępowo w różnych dziesięcioleciach (głównie w XX wieku) i tworzyły odrębne byty.
Podczas II wojny światowej prezydent Franklin Roosevelt stworzył Koordynatora Wywiadu (Coordinator of Intelligence (COI)) w celu centralizacji wywiadu wojskowego. Kiedy stanowisko prezydenta objął Harry S. Truman COI przestał istnieć. W zamian zostało powołane stanowisko Dyrektora Wywiadu Centralnego (DCI), który miał koordynować działań IC. Dana instytucja nie była skuteczna.
Na mocy rozporządzenia wykonawczego nr 12333 w całości modernizowana i skuteczna IC została wprowadzona w życie 4 grudnia 1981 r. przez prezydenta Ronalda Reagana. Miało ono na celu rozszerzenie uprawnień i obowiązków amerykańskich agencji wywiadowczych, a także udzielenie informacji i współpracy z zarządami CIA.
W zarządzeniu wykonawczym nr 12333 zostało ustanowiono sześć głównych celów IC:
- Zbieranie informacji potrzebnych prezydentowi, Radzie Bezpieczeństwa Narodowego, sekretarzowi stanu, sekretarzowi obrony i innym urzędnikom władzy wykonawczej do wykonywania ich obowiązków i zadań;
- Produkcja i rozpowszechnianie informacji wywiadowczych;
- Gromadzenie informacji dotyczących i prowadzenia działań mających na celu ochronę przed działaniami wywiadowczymi skierowanymi przeciwko USA, międzynarodową działalnością terrorystyczną i / lub narkotykową oraz innymi wrogimi działaniami skierowanymi przeciwko USA przez zagraniczne mocarstwa, organizacje, osoby i ich agentów;
- Działania specjalne (definiowane jako działania prowadzone w celu wspierania celów polityki zagranicznej USA za granicą, które są planowane i realizowane w taki sposób, aby „rola rządu Stanów Zjednoczonych nie była widoczna lub uznana publicznie” oraz funkcje wspierające takie działania, ale które nie są mające na celu wpływanie na procesy polityczne, opinię publiczną, politykę ub media w Stanach Zjednoczonych i nie obejmują działań dyplomatycznych, gromadzenia i tworzenia informacji wywiadowczych lub powiązanych funkcji wspierających);
- Czynności administracyjne i pomocnicze w Stanach Zjednoczonych i za granicą niezbędne do wykonywania czynności uprawnionych oraz
- Inne działania wywiadowcze, które prezydent może od czasu do czasu kierować[3].

Z czasem do Wspólnoty Wywiadów dołączały się agencje wywiadowcze. Ostatnia agencją, która się dołączyła do IC była Agencja Wywiadu, Obserwacji i Rozpoznania Sił Kosmicznych (Space Force Intelligence, Surveillance, and Reconnaissance Enterprise or Space Delta 7).

## Budżet
Budżet Wspólnoty Wywiadów finansuje 18 agencji oraz przebiega według roku podatkowego. Zanim rządowe pieniądze zostaną wydane na wywiad, fundusze muszą najpierw zostać zatwierdzone przez komisje zarówno w Izbie Reprezentantów Stanów Zjednoczonych, jak i w Senacie. Budżet Wspólnoty Wywiadu funkcjonuje w ramach dwóch oddzielnych programów: Narodowego Programu Wywiadowczego (NIP) oraz Programu Wywiadu Wojskowego (MIP).
1. Narodowy Program Wywiadowczy – NIP (The National Intelligence Program), wcześniej znany jako Krajowy Program Wywiadu Zagranicznego, uregulowany jest ustawą o bezpieczeństwie narodowym z 1947 roku (the National Security Act of 1947). Jest to program finansujący działania IC w sześciu departamentach federalnych, Centralnej Agencji Wywiadowczej (CIA) i Biurze Dyrektora Wywiadu Narodowego. Krajowy program wywiadowczy obejmuje wszystkie programy, projekty i działania wspólnoty wywiadowczej, a także wszelkie inne programy IC wyznaczone wspólnie przez: Dyrektora Krajowego Wywiadu i kierownika wydziału lub agencji, czy też Dyrektora Krajowego Wywiadu i Prezydenta[5]. Funkcjonowanie NIP jest istotne pod względem bezpieczeństwa obywateli amerykańskich, jak i zabezpieczenia gospodarki czy infrastruktury Stanów Zjednoczonych. Każdego roku przyjmowany jest budżet, który zasila Narodowy Program Wywiadowczy, jednak szczegóły pozostają utajnione. W roku 2021 środki z budżetu na rok fiskalny 2020 obejmowały 62,7 mld USD na Narodowy Program Wywiadu[6].
2. Program Wywiadu Wojskowego – The Military Intelligence Program (MIP) poświęcony jest działalności wywiadowczej prowadzonej przez departamenty i agencje wojskowe Departamentu Obrony, które wspierają taktyczne operacje wojskowe USA. Dodatkowo, inne departamenty i agencje mogą również angażować się w działania związane wywiadem na własne potrzeby misyjne[7]. Środki z budżetu na rok fiskalny 2020 wynosiły 23,1 mld USD na Program Wywiadu Wojskowego.

### Odtajnienie budżetu
Jedno z zaleceń Komisji z 11 września dotyczyło odtajnienia budżetu Wspólnoty Wywiadowczej. Zalecenie to zostało wprowadzone w 2007 r. Ustawa ta nakładała na Dyrektora Wywiadu Narodowego obowiązek ujawnienia „łącznej kwoty środków przyznanych przez Kongres na Narodowy Program Wywiadowczy w terminie 30 dni od zakończenia roku podatkowego”. Wniosek budżetowy Krajowego Programu Wywiadu został po raz pierwszy ujawniony publicznie w lutym 2011 r. Zaktualizowana łączna kwota środków na rok 2020 wnioskowanych w ramach NIP wynosiła 62,8 mld USD, natomiast cały budżet Wspólnoty Wywiadu wynosił 85.8 bilionów dolarów.

## Dowództwo i struktura IC
Dyrektor Wywiadu Narodowego (The Director of National Intelligence, DNI) jest szefem Wspólnoty Wywiadów. Nadzoruje on oraz kieruje wszystkimi sprawami Wspólnoty. Jednocześnie pełni funkcję głównego doradcy Prezydenta, Rady Bezpieczeństwa Narodowego i Rady Bezpieczeństwa Wewnętrznego ds. wywiadowczych. DNI jest powoływany przez Prezydenta USA za zgodą Senatu. Po inauguracji nowego prezydenta USA Joe Bidena stanowisko Dyrektora Wywiadu Narodowego objęła Avril Haines. Jest ona pierwszą kobietą, która objęła to stanowisko.
Urząd DNI został powołany na mocy ustawy o reformie wywiadu i zapobieganiu terroryzmowi z 2004 roku (IRTPA). IRTPA obciąża Dyrektora Wspólnoty Wywiadów następującymi rolami: szef IC, główny doradca Prezydenta ds. wywiadowczych.

### Członkowie Wspólnoty Wywiadów[4]
Wspólnota Wywiadów wlicza w sobie 18 agencji wywiadowczy Stanów Zjednoczonych:
- Biuro Dyrektora Wywiadu Krajowego (Office of the Director of National Intelligence, ODNI) – dowództwo Wspólnoty Wywiadowczej. Nadzoruje wszystkie agencje wywiadowcze oraz odpowiedzialny za wdrażanie Narodowego Programu Wywiadowczego.
- Agencja Bezpieczeństwa Narodowego (National Security Agency, NSA) – zajmuje się wywiadem elektronicznym, naukowym i technicznym, cyberwywiadem, kontrwywiadem wojskowym oraz ochroną sieci łączności elektronicznej agencji rządowych USA. Jest to największa agencja wywiadowcza w USA pod względem liczebności personelu wojskowego i pracowników cywilnych oraz wielkości budżetu.
- Agencja Wywiadowcza Departamentu Obrony (Defense Intelligence Agency, DIA) – jest główną instytucją organizacyjną i kierowniczą zagranicznego wywiadu wojskowego. Dostarcza informacje wywiadowcze dla decydentów i planistów sił obronnych i dla IC, w celu wsparcia amerykańskiego planowania i operacji wojskowych oraz handlu bronią.
- Agencja Wywiadu, Obserwacji i Rozpoznania Sił Kosmicznych (Space Force Intelligence, Surveillance, and Reconnaissance Enterprise or Space Delta 7) – oddział Sił Kosmicznych Stanów Zjednoczonych odpowiedzialny za wywiad, obserwację i rozpoznanie. Zapewnia informacje wywiadowcze dla operacji w domenie kosmicznej, w tym wykrywania, charakteryzowania i namierzania przeciwnika w przestrzeni kosmicznej.
- Biuro ds. Terroryzmu i Wywiadu Finansowego (Office of Terrorism and Financial Intelligence, TFI) – jednostka Departamentu Skarbu USA, której zadaniem jest zbieranie informacji i przygotowywanie ekspertyz dotyczących zagadnień gospodarczych, monetarnych i finansowych, badanie sytuacji gospodarczej krajów zagranicznych oraz ostrzeganie o wydarzeniach i trendach w sektorze finansowym, które mogą mieć wpływ na interesy bezpieczeństwa USA.
- Biuro Wywiadu Bezpieczeństwa Narodowego (Office of National Security Intelligence) – część Amerykańskiej Agencji ds. Walki z Narkotykami (DEA). Pomaga we wszczynaniu nowych dochodzeń w sprawie głównych kartelów narkotykowych, opracowuje informacje, które prowadzą do konfiskat i aresztowań oraz gromadzi informacje o trendach w nielegalnym handlu narkotykami.
- Biuro Wywiadu i Analizy (Office of Intelligence and Analysis, I&A) – jest agencją Departamentu Bezpieczeństwa Wewnętrznego USA. Odpowiedzialna za rozwój służb wywiadowczych w interesie Ministerstwa jako całości poprzez gromadzenie, analizowanie i rozpowszechnianie danych w całym Ministerstwie.
- Biuro Wywiadu i Badań (Bureau of Intelligence and Research, INR) – biuro do spraw wywiadu, analiz i prognoz politycznych Departamentu Stanu USA. INR koncentruje się na analizie wydarzeń zagranicznych, mediów i opinii publicznej, organizowaniu konferencji oraz analizie zagadnień humanitarnych. Jest jednym z najmniejszych biur IC.
- Biuro Wywiadu Marynarki Wojennej (Office of Naval Intelligence, ONI) – założona w 1882 roku Agencja wywiadu wojskowego Marynarki Wojennej USA. Jest to najstarsza agencja wywiadowcza Stanów Zjednoczonych mająca na celu: raportowanie na temat rozwoju i działalności flot innych państw; ochrona zasobów i interesów morskich USA; monitorowanie i przeciwdziałanie zagrożeniom morskim oraz badanie globalnego środowiska morskiego.
- Biuro Wywiadu i Kontrwywiadu (Office of Intelligence and Counterintelligence, OICI) – wydział analityczny Departamentu Energii USA. Zadaniem jest analiza informacji dotyczącej energii atomowej i technologii jądrowej, a także opracowywanie środków ochrony informacji dotyczących projektów jądrowych USA.
- Centralna Agencja Wywiadowcza (Central Intelligence Agency, CIA) – jedna z najbardziej rozpoznawalnych agencji IC. Formalnie założona w 1947 roku. Podstawową funkcją jest pozyskiwanie i przetwarzanie informacji o zagranicznych rządach, korporacjach i osobach oraz przekazywanie tych informacji odpowiednim organom władzy.
- Dwudzieste Piąte Siły Powietrzne (25th Air Force or Air Forces Cyber) – organ Sił Powietrznych Stanów Zjednoczonych (USAF). Odpowiedzialny za gromadzenie i analizę danych wywiadowczych, obserwację, rozpoznanie, cyberwojnę i działania związane z bronią elektroniczną.
- Krajowa agencja wywiadu geoprzestrzennego (National Geospatial-Intelligence Agency, NGA) – agencja rządowa, której zadaniem jest dostarczanie użytkownikom wojskowym, rządowym i cywilnym rozpoznanie obiektów w terenie oraz informacje kartograficzne.
- Narodowe Biuro Rozpoznania (National Reconnaissance Office, NRO) – jedna z agencji Departamentu Obrony Stanów Zjednoczonych, zajmująca się rozpoznaniem strategicznym. Jedna z najtajniejszych agencji wywiadu USA, która została utworzona w sierpniu 1960 r.
- Oddział Wywiadu (Intelligence Branch, IB) – oddział Federalnego Biura Śledczego (FBI), zajmuje się wszystkimi funkcjami wywiadowczymi, w tym polityką wymiany informacji i analizą danych wywiadowczych dla celów bezpieczeństwa narodowego, wewnętrznego i egzekwowania prawa.
- Wywiad Armii Stanów Zjednoczonych (Military Intelligence Corps) – agencja sił lądowych armii Stanów Zjednoczonych. Dostarcza wojsku Stanów Zjednoczonych aktualne, odpowiednie i dokładne dane. Wspiera elektronicznie działania wojska na poziomie taktycznym, operacyjnym i strategicznym.
- Wywiad piechoty morskiej (Marine Corps Intelligence, MCI) – agencja wywiadowcza, która aktywnie wspiera działania piechoty morskiej w różnym zakresie. Dążąc do dostarczenia właściwej informacji dowódcom.
- Wywiad straży przybrzeżnej (Coast Guard Intelligence, CGI) – jednostka wywiadu wojskowego Departamentu Bezpieczeństwa Krajowego Stanów Zjednoczonych. Odpowiada za gromadzenie informacji o granicach morskich, wybrzeżach, portach i wodach śródlądowych USA. Głównym zadaniem jest zwalczanie nielegalnej emigracji, przemytu narkotyków oraz terroryzmu morskiego.